# Sarah Connor (cantante)
Sarah Connor, pseudonimo di Sarah Lewe (Delmenhorst, 13 giugno 1980), è una cantante tedesca.

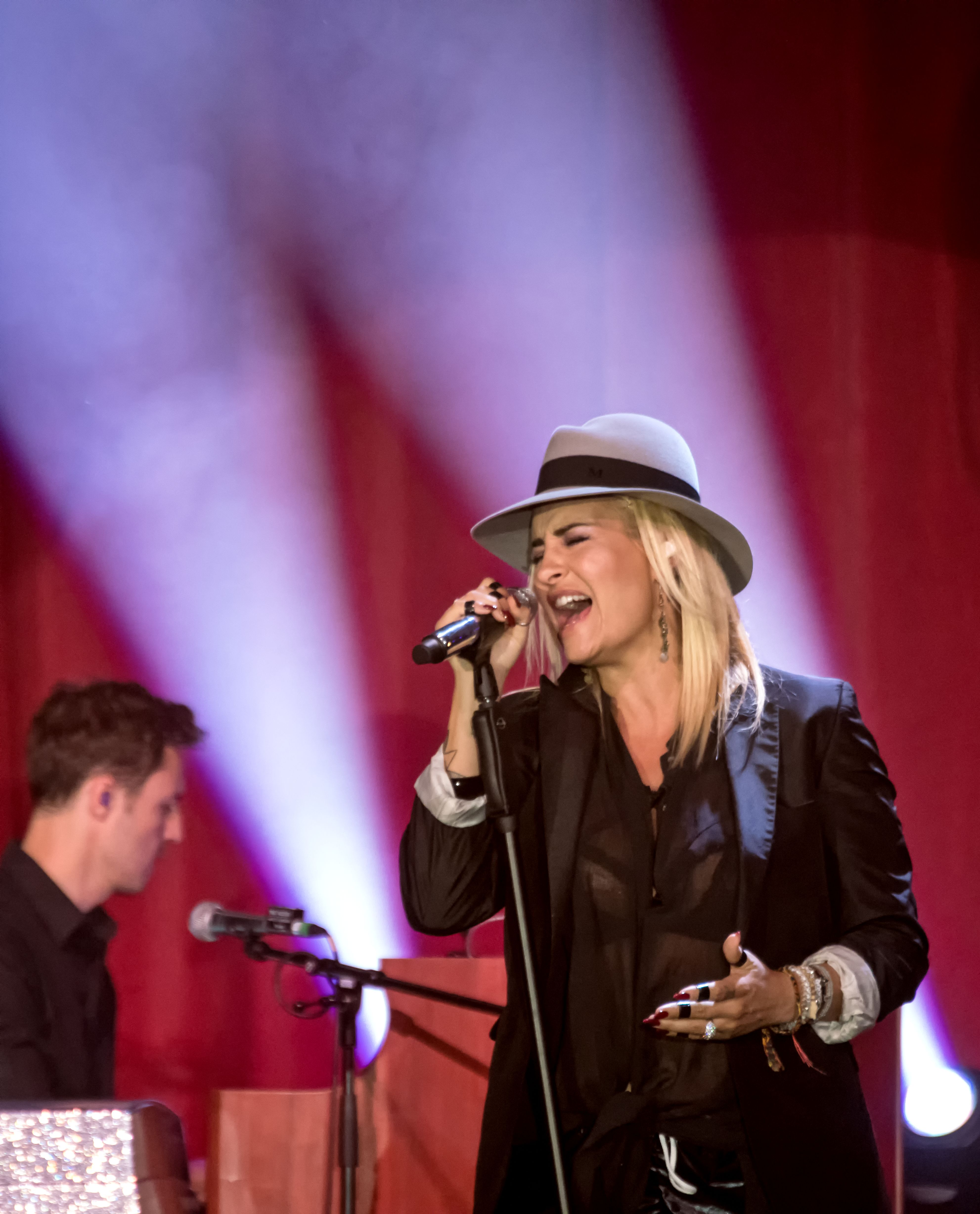
Zelt-Musik-Festival nel 2016 a Freiburg Friburgo in Brisgovia, Germania

Il nome d'arte è derivato da Sarah Connor, personaggio della serie cinematografica Terminator.

## Biografia
Nata in Germania da padre di origine americane e da madre di origini irlandesi, fin da piccola è appassionata di soul, anche grazie al nonno paterno nato a New Orleans. Canta nel coro gospel della chiesa e partecipa a molti musical scolastici.
Negli anni successivi, inviò molti demo a varie case discografiche, sotto lo pseudonimo di "Sarah Grey". 
Nel 2001 ottiene un contratto con la Sony Music, acquisendo definitivamente il nome d'arte Sarah Connor.
Sarah Connor ha fatto uscire il suo primo singolo Let's get back to bed - Boy!, con la produzione e la collaborazione del rapper TQ: il brano è entrato direttamente nei primi posti del classifiche in Germania, Austria e Svizzera, poi anche nella top 20 inglese. La cantante si è aggiudicata il disco d'oro in Germania, in più la tv musicale Viva le ha assegnato il premio "Comet" come miglior artista emergente. Successivamente ha pubblicato il singolo French kissing, con un campionamento del brano No diggity dei Blackstreet. Prima dell'uscita del suo album di debutto Green eyed soul era uscito anche il singolo From Sarah with Love, che ha permesso a Sarah Connor di vincere il triplo disco d'oro.
Nel 2002 ha pubblicato il suo secondo album dal titolo Unbelievable, anticipato dal singolo One nite stand (of wolves and sheep) che vede la partecipazione di Wyclef Jean. I successivi singoli sono la ballata scritta da Diane Warren Skin on skin, He's unbelievable e Bounce.
Nel 2003, preceduto dal singolo Music is the key, è uscito il suo nuovo album Key to my soul. Successivamente è stato pubblicato il singolo Just One Last Dance che la vede duettare con Marc Terenzi, voce della boyband Natural e suo futuro marito. Il duetto è stato numero 1 in Germania, Austria e Svizzera.
Agli inizi del 2004 ha inciso gli album Sarah Connor e Bounce che raccolgono i brani dei tre precedenti lavori: il primo è stato pubblicato negli Stati Uniti, il secondo in Giappone. In piena promozione di questi album, la Connor ha scoperto di essere incinta di Marc Terenzi (sposato in febbraio) e alla fine del 2004 è nato Tyler, il loro primo figlio.
Il suo quarto album è Naughty but nice, di cui fanno parte i brani Living to Love You e From zero to hero che fa anche da colonna sonora al film d'animazione Robots.
Nel 2005 Sarah Connor assieme al marito ha partecipato al Sarah and Marc in love, reality show sulla loro vita matrimoniale: per l'occasione Marc Terenzi, divenuto anche lui cantante solista, ha dedicato a Sarah il brano Love to be loved by you.
Nel dicembre del 2005 la Connor ha pubblicato un album natalizio dal titolo Christmas in My Heart.
Nel giugno del 2006 è diventata madre per la seconda volta della piccola Summer Antonia Soraya. Nel marzo del 2007 ha pubblicato l'album Soulicious anticipato dal singolo The Impossible Dream (The Quest) cover del brano omonimo scritto da Mitch Leigh per il musical The Man of La Mancha. Nel 2007 ha inciso una cover della canzone Sexual Healing in duetto con Ne-Yo. Negli ultimi mesi del 2007 ha intrapreso il Coca Cola Christmas Tour in Germania che ha realizzato in due tappe con le sue canzoni più famose. Il 21 marzo 2008 è stato lanciato lo spot L'Oréal Studio Line's new Indestructible Volume Spray sulle tv tedesche con la cantante come protagonista. L'uscita del nuovo singolo Under My Skin ha fatto da apripista per il suo album del 2008 ed è stato impiegato come sigla per il nuovo reality show della coppia Terenzi-Connor, cui hanno fatto seguito i video musicali di Marc e sua sorella (Marc Terenzi "Billie Jean" e Lulu "Crush On You").
Nel novembre del 2008 Sarah e Marc hanno annunciato ufficialmente la loro separazione.
Nel 2009 la Connor ha scalato le classifiche mondiali con Takin' back my Love in duetto con Enrique Iglesias, che l'ha anche scelta per il lancio del suo primo Greatest Hits.
Nel 2010 ha fatto parte della giuria di X Factor e ha pubblicato l'ottavo album in studio Real Love.

## Vita privata
Con il cantante statunitense Marc Terenzi, Sarah Connor ha due figli. La Connor e Terenzi si sono sposati il 29 febbraio del 2004. Nell'estate del 2005, le stazioni televisive tedesche hanno trasmesso un soap-documentario, intitolata Sarah & Marc in Love, che seguiva i due sin dalla cerimonia del matrimonio. I due si sono separati ufficialmente nel novembre 2008, per poi divorziare nel 2010.
Nel mese di aprile 2010 Sarah Connor ha annunciato come compagno ufficiale, il suo manager Florian Fischer (ex membro della boy band The Boyz).

## Discografia

### Album
- 2001 Green Eyed Soul
- 2002 Unbelievable
- 2003 Key to My Soul
- 2004 Sarah Connor
- 2005 Naughty but Nice
- 2005 Christmas in My Heart
- 2007 Soulicious
- 2008 Sexy as Hell
- 2010 Real Love
- 2015 Muttersprache
- 2019 Herz Kraft Werke
- 2022 Not So Silent Night
- 2025 Freigeistin

### Singoli
- 2001 Let's Get Back to Bed - Boy! (feat. TQ)
- 2001 French Kissing
- 2001 From Sarah with Love
- 2002 One Nite Stand (feat. Wyclef Jean)
- 2002 Skin on Skin
- 2003 He's Unbelievable
- 2003 Bounce
- 2003 Music Is the Key (feat. Naturally 7)
- 2004 Just One Last Dance (feat. Natural)
- 2004 Living to Love You
- 2005 From zero to hero
- 2005 Christmas in my heart
- 2006 The Best Side Of Life
- 2007 The Impossible Dream
- 2007 Sexual Healing (feat. Ne-Yo)
- 2007 Son Of A Preacher Man
- 2008 Under My Skin
- 2008 I'll Kiss it away
- 2010 Cold as Ice
- 2010 Real Love
- 2015 Wie schön du bist